# Kamel Boulahfane
Kamel Boulahfane (en arabe : كمال بولحفان), né le 1er juillet 1976 à Djimla dans la wilaya de Jijel, est un athlète algérien, spécialiste dans le 1 500 m.

## Biographie
Il a participé aux Jeux olympiques d'été de 2000 dans le 1 500 mètres et a terminé 21e de sa course avec un temps de 3:43.98, il n'est pas passé à l'étape suivante.

## Palmarès
| Date | Compétition                            | Lieu        | Résultat | Épreuve       | Temps      |
| ---- | -------------------------------------- | ----------- | -------- | ------------- | ---------- |
| 1999 | Championnats du monde de cross-country | Belfast     | 20e      | Course courte | Individuel |
| 1999 | Championnats du monde de cross-country | Belfast     | 5e       | Course courte | Équipe     |
| 2000 | Jeux olympiques                        | Sydney      | 21e      | 1 500 m       | 3:43.98    |
| 2001 | Championnats du monde en salle         | Lisbonne    | 21e      | 1 500 m       | 3:48.59    |
| 2004 | Jeux olympiques                        | Athènes     | 11e      | 1 500 m       | 3:39.02    |
| 2004 | Finale mondiale                        | Monte Carlo | 6e       | 1 500 m       | 3:45.78    |
| 2004 | Jeux panarabes                         | Alger       | 2e       | 1 500 m       | 3:46.36    |
| 2005 | Jeux méditerranéens                    | Almería     | 6e       | 1 500 m       | 3:46.10    |
| 2006 | Championnats d'Afrique                 | Bambous     | 4e       | 1 500 m       | 3:47.05    |
| 2006 | Finale mondiale                        | Stuttgart   | 9e       | 1 500 m       | 3:34.58    |
| 2007 | Championnats du monde                  | Osaka       | 32e      | 1 500 m       | 3:43.88    |
| 2008 | Championnats du monde en salle         | Valence     | -        | 1 500 m       | DNF        |
| 2008 | Championnats du monde en salle         | Valence     | 10e      | 3 000 m       | 8:04.73    |
| 2008 | Jeux olympiques                        | Pékin       | 42e      | 1 500 m       | 3:47.05    |

### Records personnel
- 800 m - 1:46.07 (2005)
- 1 500 m - 3:32.44 (2004)